# 索尼NEX-6
索尼 NEX-6是索尼于2012年9月12日发布的一款α品牌微单数码相机。作为一款定位在NEX-5系列和NEX-7之间的产品，在外观上NEX-6与NEX-7较为相近。和NEX-7不同的是，NEX-6的感光元件采用的仍然是之前1600万像素的IMX071，但是做过修改，内嵌相位对焦点；而机顶只有一个参数调节滚轮，且在该滚轮上方有常见于单反相机的实体化的曝光模式切换拨轮。
NEX-6和同批的NEX-5R都具备了PlayMemories Camera Apps（中国大陆机型不具备该功能），也具有wifi连结功能，可以用过智能设备远程遥控相机。
2014年年初推出的ILCE-6000可以视作NEX-6的后续机型。